# Montalé (España)
Montalé es una entidad de población española del municipio de Ibars de Urgel, perteneciente a la provincia de Lérida, en la comunidad autónoma de Cataluña. En 2022, no tenía empadronado ningún habitante.